# Nurmes
Nurmes est une ville de l'est de la Finlande, à l'extrémité nord du lac Pielinen, dans la région de Carélie du Nord.
C'est à Nurmes que se déroule une partie de l'action du film l'Homme sans passé, du réalisateur Aki Kaurismäki.

## Géographie
Nurmes est bordée par les municipalités de Juuka, Kuhmo, Lieksa, Rautavaara et Sotkamo.
Au début 2020, Nurmes a absorbé Valtimo.
La nature de Nurmes est caractérisée par des paysages vallonnés, des forêts et de nombreux plans d'eau.
Nurmes compte 409 lacs à Nurmes, dont le plus grand est le Pielinen.
Parmi les autres lacs près du centre-ville citons Lautiainen, Nurmesjärvi et Kuohattijärvi. Les plus grandes îles du lac Pielinen du côté de Nurmes sont Kynsisaari, Kuusisaari et Retusaari.
Le Metsähallitus gère trois zones de randonnées à Nurmes :
- Raesärkät (fi) se compose d'une forêt protégée de 5,9 km2 et d'une forêt récréative de 1,2 km2. En plus de la forêt, Raesärk a des eskers, des tourbières, des lacs et des rivières[3].
- la zone de Mujejärvi (fi) se compose d'une zone de randonnée de 20 km2 avec des falaises, des crêtes, des gorges et des lacs[4].
- Peurajärvi (fi) est bien adaptée aux familles avec enfants et aux pêcheurs. Il y a de nombreux lacs, étangs et rivières poissonneux dans la région, autour desquels il y a des itinéraires de randonnée faciles[5].

## Démographie
Comme beaucoup de petites villes de l'Est, Nurmes a été durement touchée par l'exode rural, perdant 40 % de ses habitants depuis 1960.
Depuis 1980, la démographie de Nurmes a évolué comme suit,, :
| Année      | 1980   | 1985   | 1990   | 1995   | 2000  | 2005  | 2010  |
| ---------- | ------ | ------ | ------ | ------ | ----- | ----- | ----- |
| population | 11 550 | 11 419 | 10 944 | 10 718 | 9 781 | 9 151 | 8 508 |

| Année      | 2015  | 2020  |
| ---------- | ----- | ----- |
| population | 7 996 | 9 522 |

## Politique et administration

### Conseil municipal
Les sièges des 35 conseillers municipaux sont répartis comme suit:
| Parti     | Parti                              | Sièges 2021–2025 |
| --------- | ---------------------------------- | ---------------- |
|           | Parti social-démocrate de Finlande | 9                |
|           | Vrais Finlandais                   | 7                |
|           | Parti de la Coalition nationale    | 1                |
|           | Parti du centre                    | 14               |
|           | Ligue verte                        | 0                |
|           | Alliance de gauche                 | 2                |
|           | Chrétiens-démocrates               | 2                |
|           | Mouvement maintenant               | 0                |
| Sources : |                                    |                  |

## Économie

### Principales entreprises
En 2021, les principales entreprises de Nurmes par chiffre d'affaires sont :
| Société                       | C.A.  |
| ----------------------------- | ----- |
| Porokylän Leipomo Oy          | 18 M€ |
| Koneurakointi S. Kuittinen Oy | 15 M€ |
| Leipomo Pielispakari Oy       | 11 M€ |
| Motoajo Oy                    | 10 M€ |
| K-Market Evästori             | 5 M€  |
| Saher-Aidat Oy                | 4 M€  |
| Nurmeksen Lämpö Oy            | 4 M€  |
| Gossutek Oy                   | 3 M€  |
| Rakennusliike Mustonen Oy     | 3 M€  |
| Tilitoimisto Likvidi Oy       | 3 M€  |

### Principaux employeurs de Nurmes
En 2021, ses plus importants employeurs privés sont:
| Employeur                            | Employés |
| ------------------------------------ | -------- |
| Porokylän Leipomo Oy                 | 128      |
| Koneurakointi S. Kuittinen Oy        | 88       |
| Leipomo Pielispakari Oy              | 75       |
| Motoajo Oy                           | 70       |
| Hyvärilän matkailu- ja nuorisokeskus | 30       |
| Tilitoimisto Likvidi Oy              | 29       |
| Gossutek Oy                          | 26       |
| Ylä-Karjalan Sähkö Oy / Veikon Kone  | 21       |
| Valtimo Components Oyj               | 20       |
| Putkiliike Halonen Oy                | 19       |

## Transports

### Transports routiers
Les grandes villes les plus proches par la route sont Kuopio (128 km), Joensuu (127 km) et Kajaani (113 km).
Nurmes est traversée par la Valtatie 6, la Kantatie 75, la Kantatie 73 et la Kantatie 87.
La distance de Nurmes à la capitale Helsinki est de 518 km par la route.
Nurmes est traversée par la route du poème et de la frontière.

### Transports ferroviaires
La liaison ferroviaire de Nurmes à Joensuu est de 160 km par Lieksa.
La Gare de Nurmes est sur la voie ferrée Joensuu–Kontiomäki.

## Histoire
Des recherches archéologiques montrent que l'homme se déplace à Nurmes depuis au moins quatre millénaires.
Les gens ont pêché sur les rives du lac Pielinen, dont les eaux se trouvaient à 3 à 4 mètres au-dessus de la surface actuelle du lac.
Plus tard, la zone a été laissée aux Lapons, comme le montrent plusieurs toponymes: Jurtti, Kurtsunpuro et Kujanki.

### Entre Suède et Russie
La première mention du lieu date de 1556.
La région appartient comté de Käkisalmi de Russie.
La région est conquise par les Suédois au début du XVIIe siècle, les Caréliens partent en Russie et des colons luthériens de Savonie et du Kainuu ont s'installent à Nurmes.
En 1638, l'église luthérienne de Pielisjärvi est fondée et sa première église est construite.
Cependant, l'église principale est déplacée à Lieksa et l'église de Nurmes reste une chapelle secondaire dont le premier prêtre est Lauritsa Laurinpoika Hallitius.
Entre 1656 et 1657, il dirige les paysans lors la Guerre russo-suédoise alors que les Russes et les Caréliens orthodoxes tentent de piller Nurmes.
En 1652, Nurmes devient une partie de Kajaani, sous le commandement de Per Brahe.
Après la grande colère, la moitié des terres sont abandonnés.
Au XVIIIe siècle, les ecclésiastiques de la famille Stenius ont une forte influence.
Parmi ceux-ci, Jakob Stenius l'ainé enseigne à ses paroissiens à cultiver des tourbières.
La superficie des terres cultivées et des prairies se développe fortement à partir de 1775 et Nurmes commence à développer l'élevage de bétail.

### Paroisse indépendante
Nurmes ne devient une paroisse indépendante qu'en 1810.
En 1868, Juuka est fondée avec les parties occidentales de la paroisse de Pielisjärvi et les villages du sud de la paroisse de Nurmes.
En 1874 Rautavaara est formée avec la partie occidentale de Nurmes et des terres de Nilsiä.
En 1903, la zone du Jonkeri est détachée de Nurmes et rattachée à Kuhmo, et en 1910  Valtimo est formée à partir des parties nord-ouest de Nurmes.

### Ville de Nurmes
Nurmes fusionne avec sa municipalité rurale en 1973 et est proclamée ville l'année suivante.

## Lieux et monuments
- Gare de Nurmes
- Zone de randonnée du lac Mujejärvi
- Zone de pêche du lac Peurajärvi
- Tour d'observation de Pyssyvaara, Lipinlahti
- Puu-Nurmes au centre de Nurmes
- Raesärkät, réserve naturelle de Länsi-Nurmes
- Saramojoki, itinéraire de kayak et zone de pêche
- Saramon Jotos, sentier de randonnée
- Réserve naturelle de Suojärvi
- Tour des oiseaux de Vinkerlahti
- Maison Nurmes
- Musée de Nurmes
- Bibliothèque de Nurmes
- Église de Nurmes
- Église orthodoxe de Nurmes
- Maison Bomba
- Jurttivaara

## Jumelages
| Ville | Ville   | Pays | Pays    |
| ----- | ------- | ---- | ------- |
|       | Laholm  |      | Suède   |
|       | Segueja |      | Russie  |
|       | Ørsta   |      | Norvège |

## Personnalités
Personnalités nées ou résidant à Nurmes :
- Ilkka Laitinen, homme politique et militaire
- Urho Peltonen, médaillé olympique
- Tyko Sallinen, artiste peintre
- Mikko Collan, agronome et homme politique

## Galerie

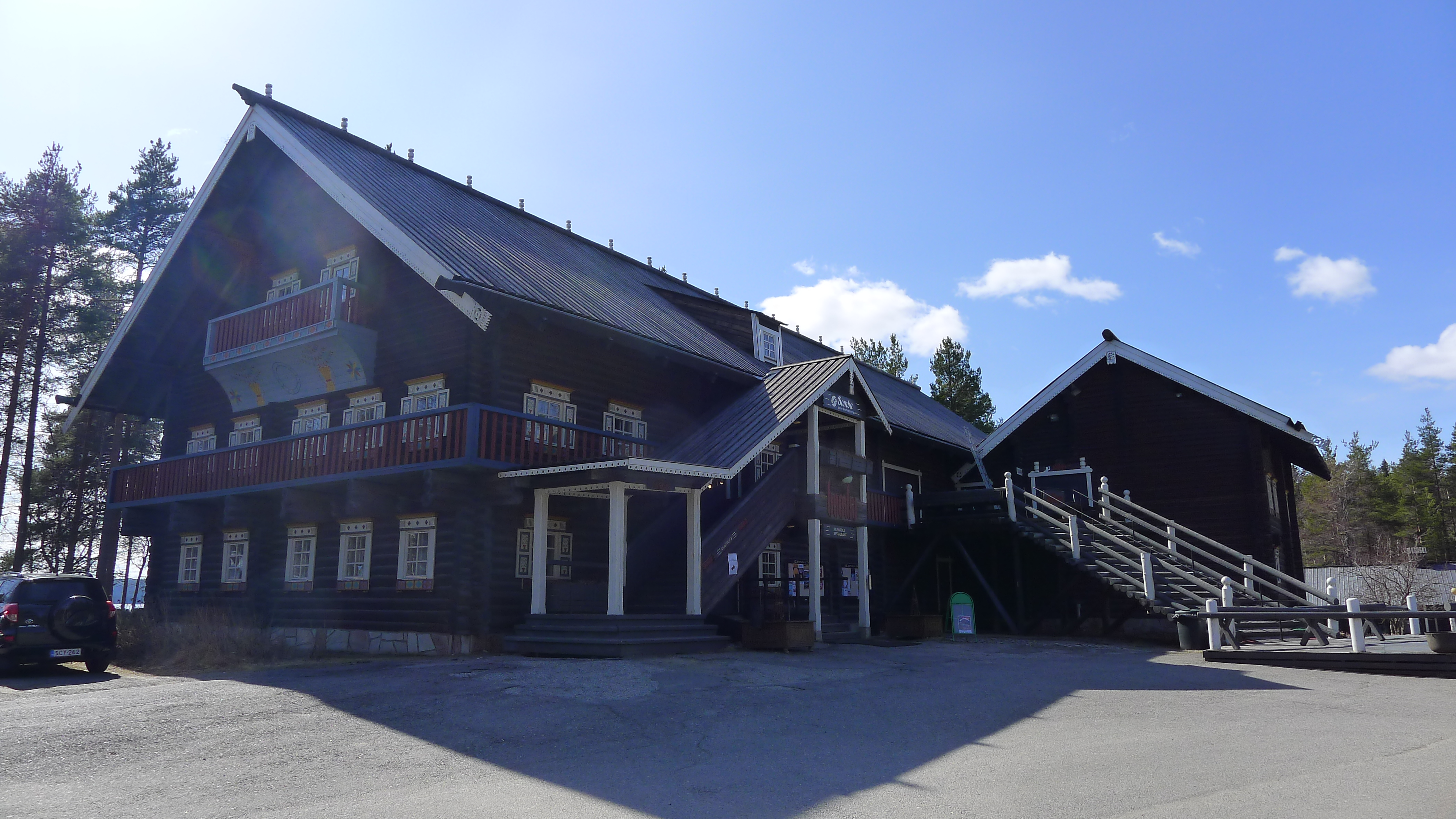
La maison Bomba.
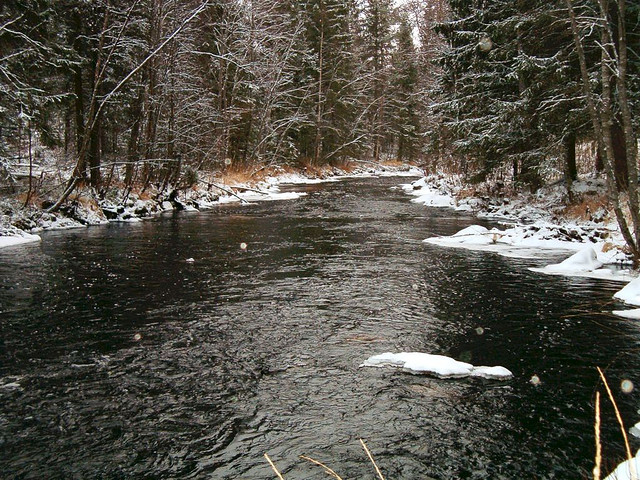
La rivière Sivakkajoki à Valtimo.
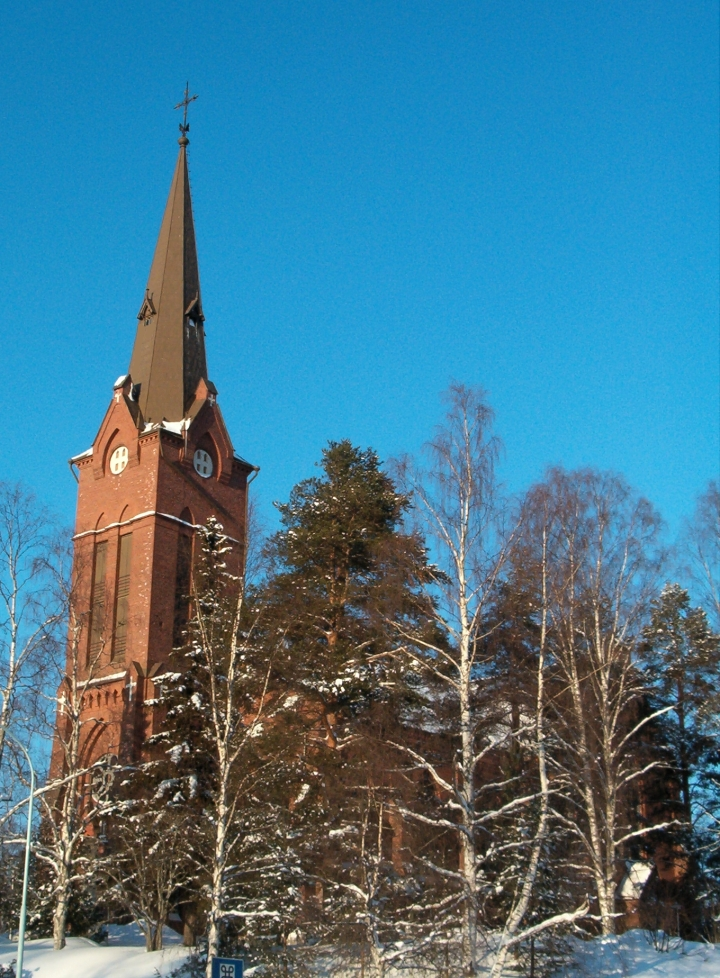
Église de Nurmes
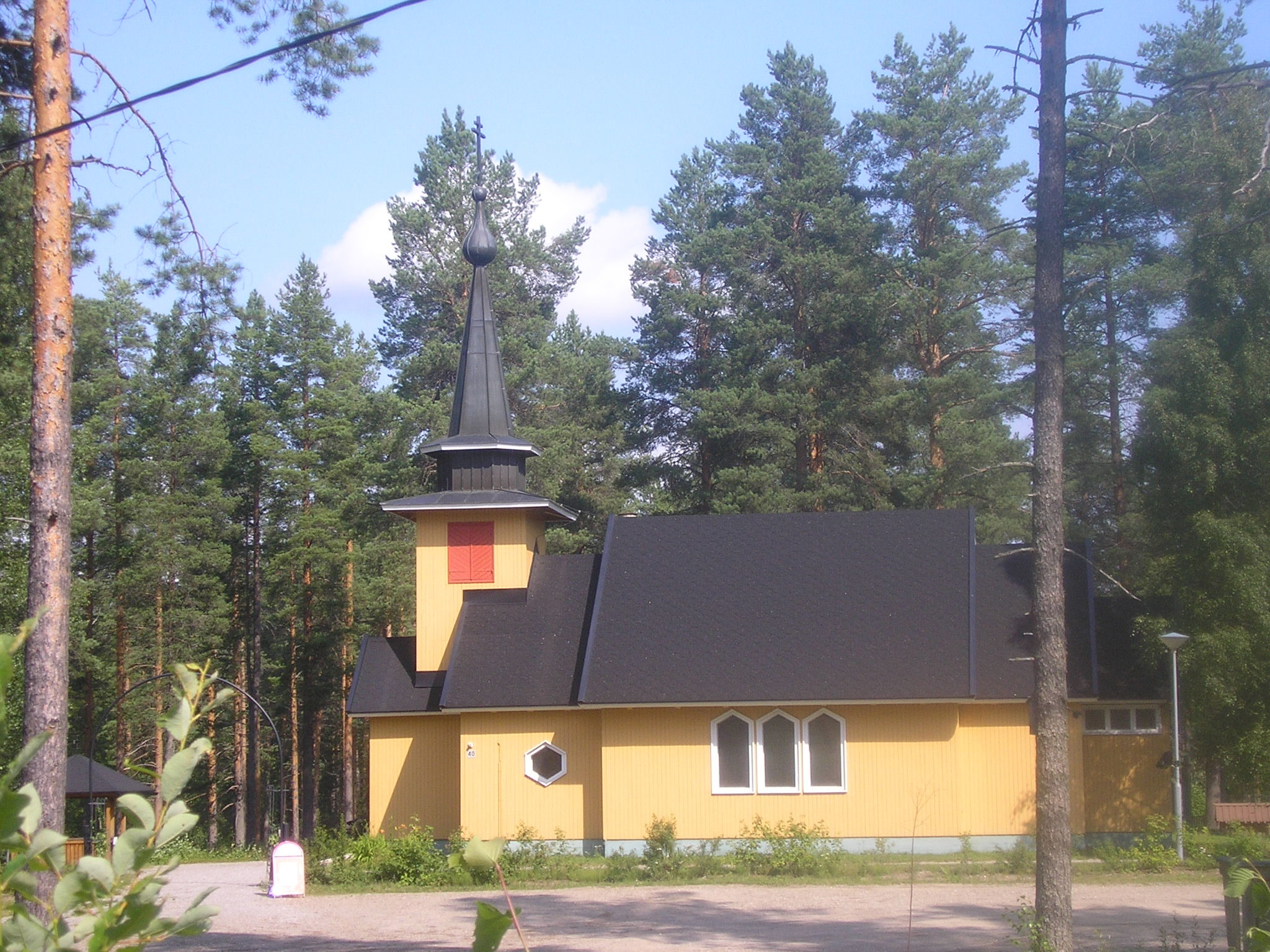
Église orthodoxe de Valtimo.
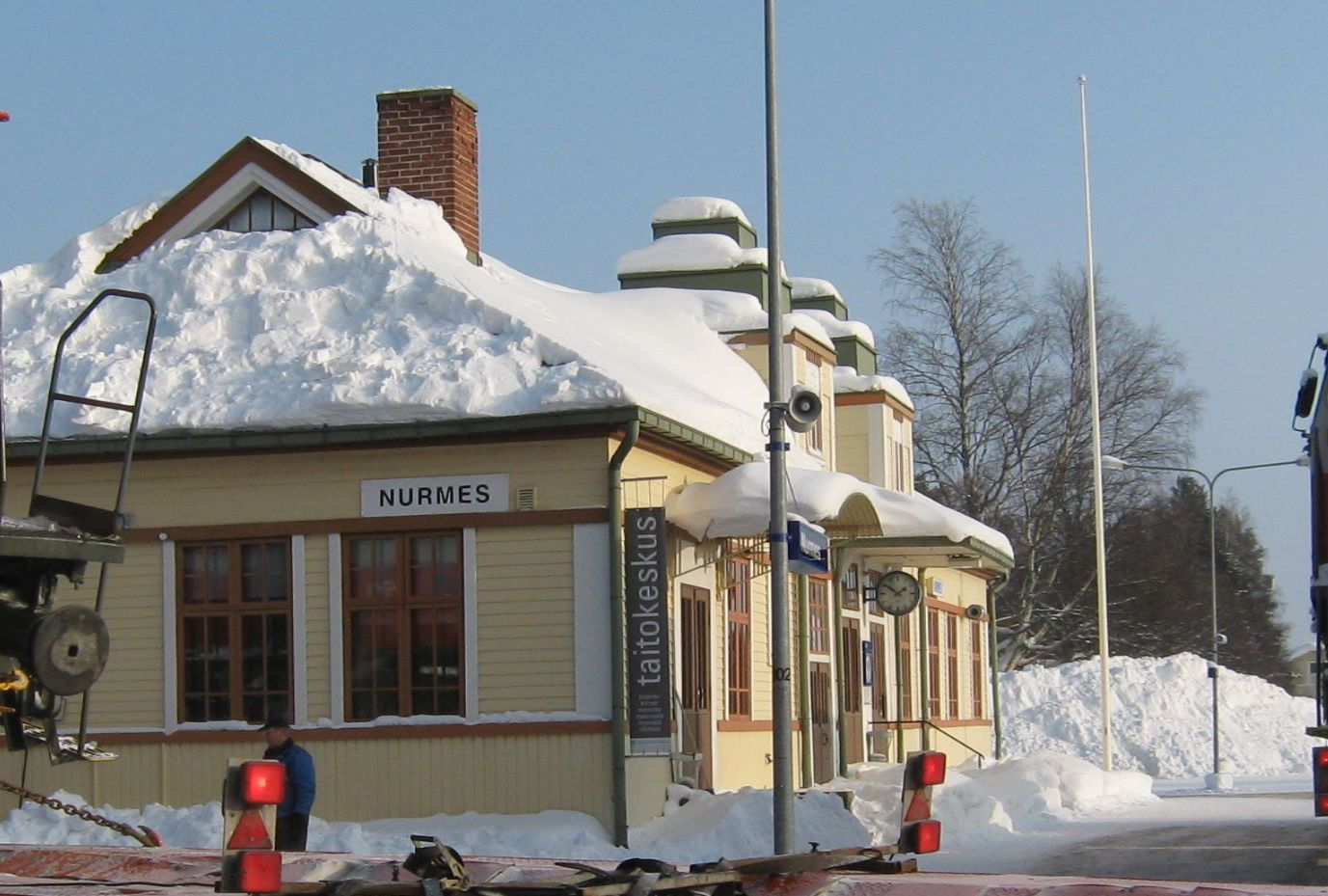
Gare de Nurmes.
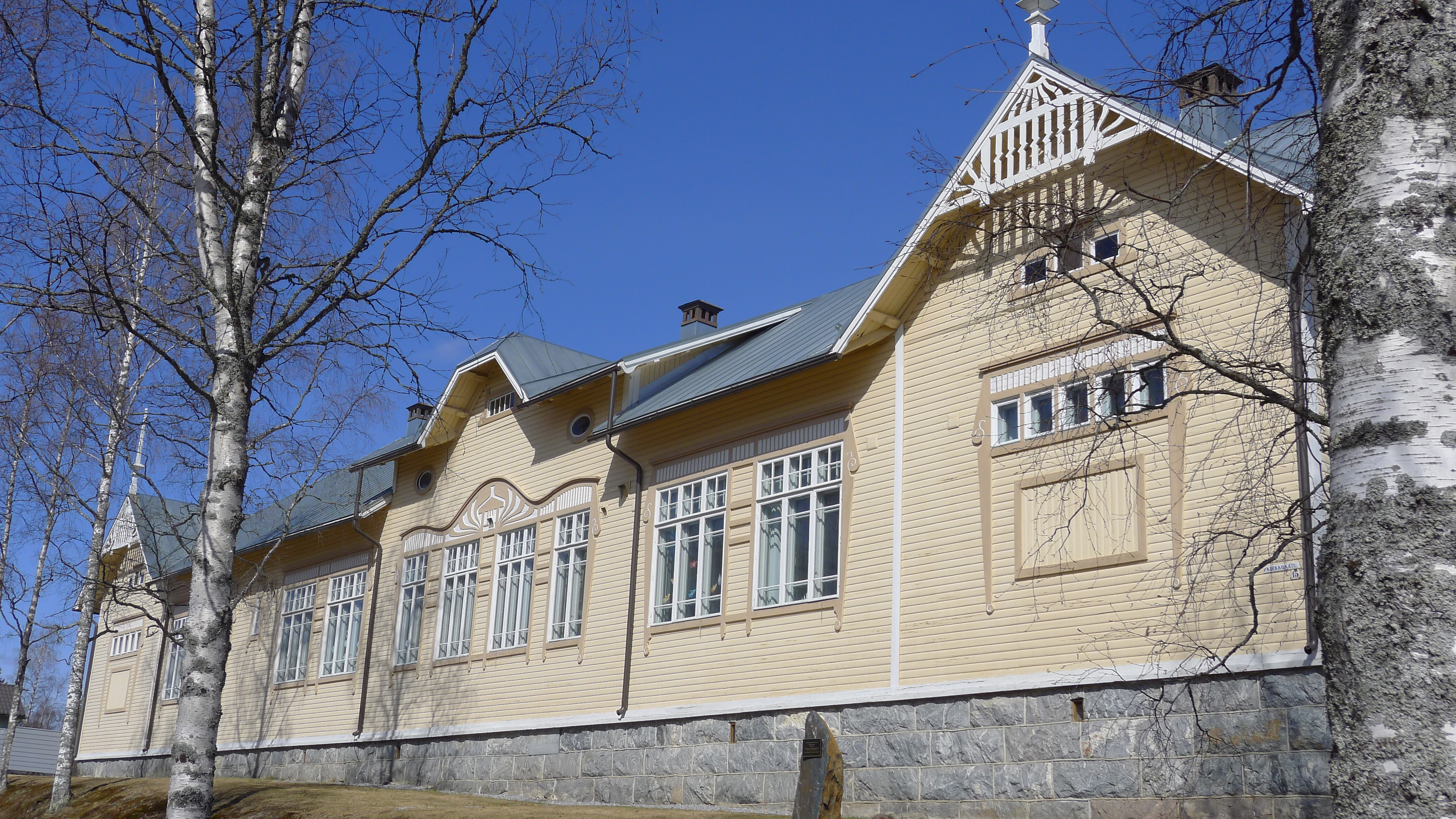
Ancienne école secondaire.
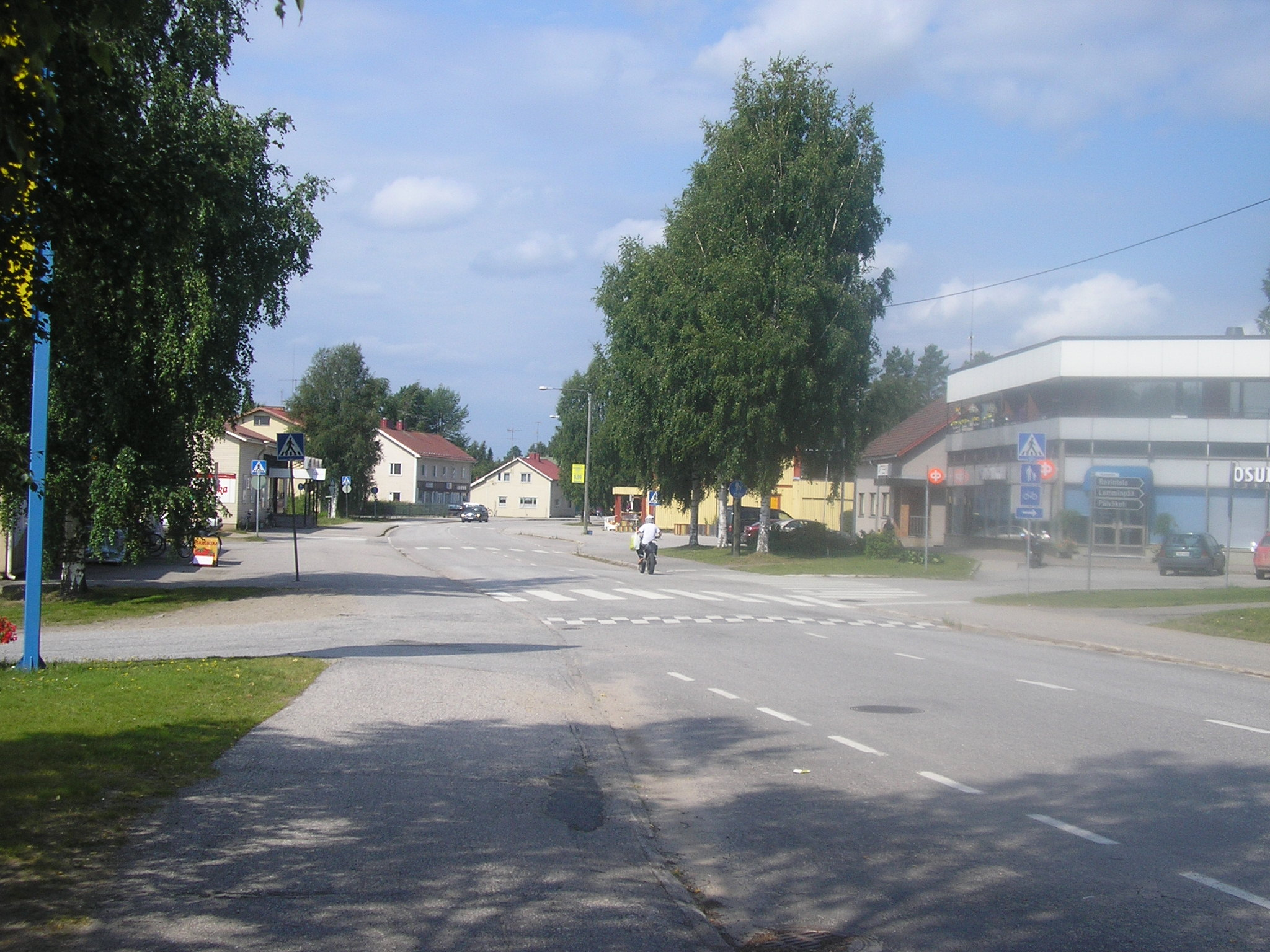
Centre de Valtimo.